# Alto Representante-Geral do Mercosul

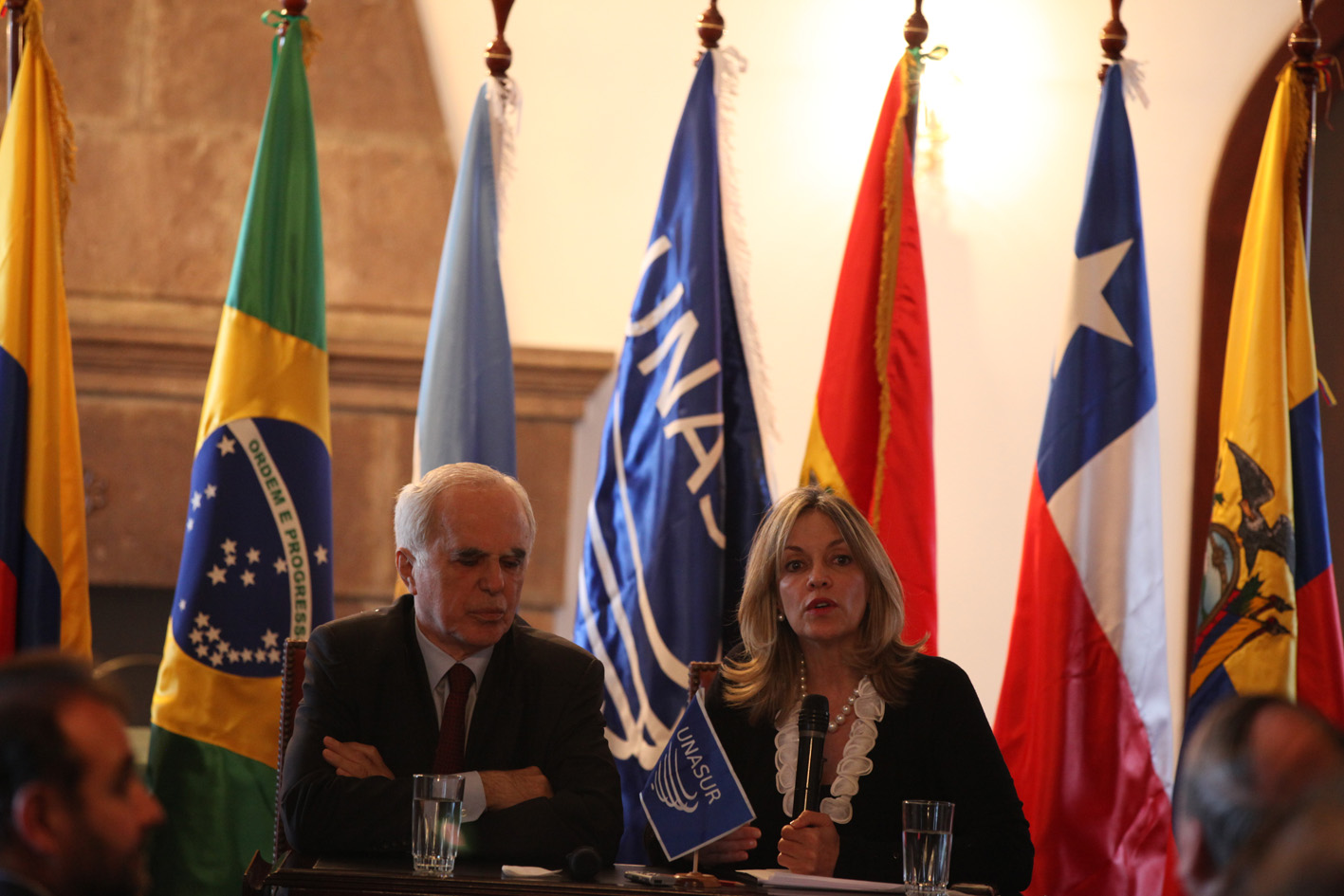
Em 2011, o alto representante-geral do Mercosul Samuel Pinheiro Guimarães em visita à sede da UNASUL e acompanhada pela secretária-geral da UNASUL María Emma Mejía Vélez

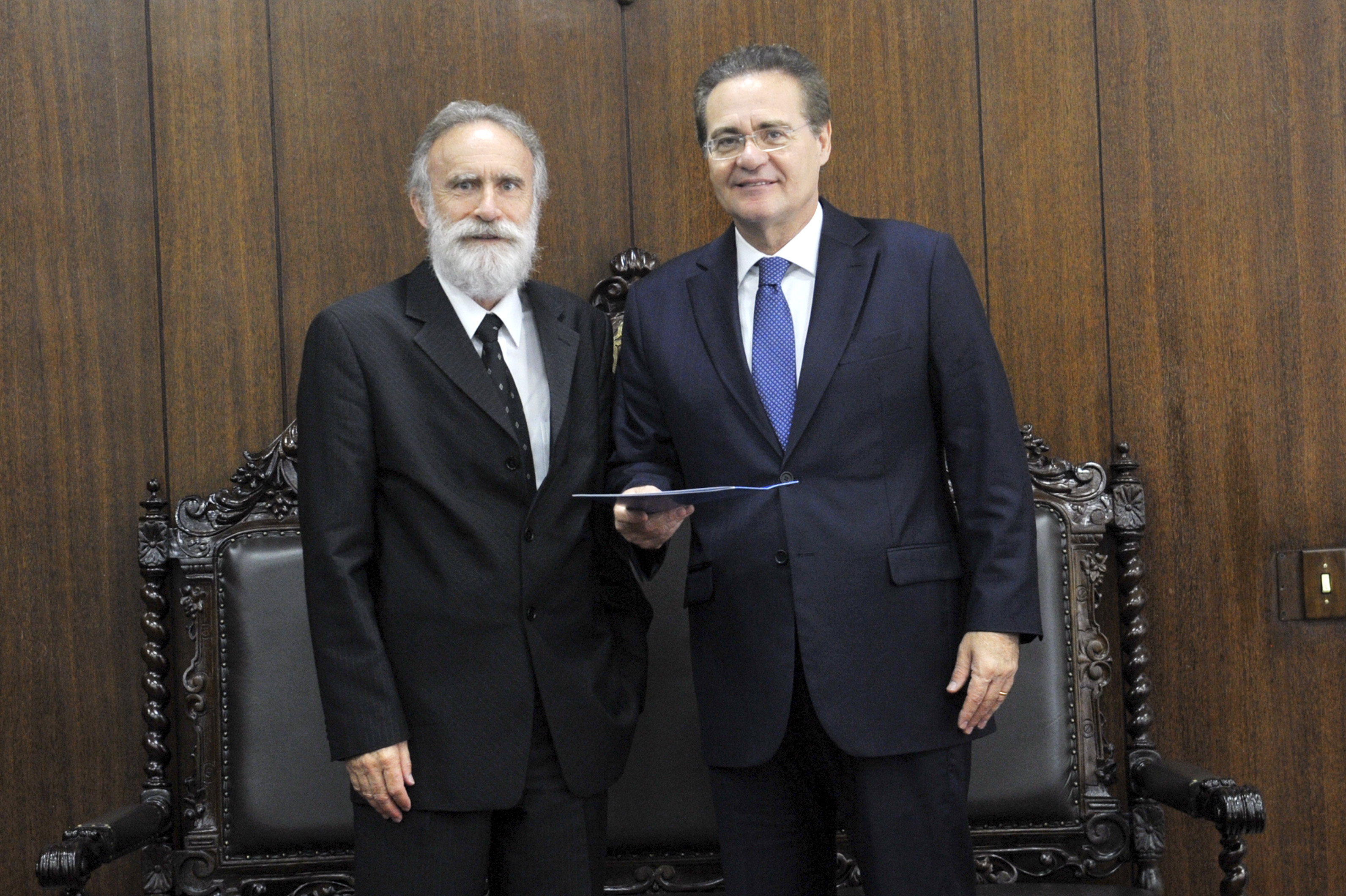
Em 2015, o o alto representante-geral do Mercosul Dr. Rosinha em visita ao Senado Federal do Brasil e acompanhado do presidente do Senado Renan Calheiros.

Alto Representante-Geral do Mercosul (ARGM) foi um órgão do Mercado Comum do Sul (Mercosul) criado em 2010 e extinto em 2017. Fez parte do Conselho do Mercado Comum (CMC) e tinha a função de proposição política para o funcionamento e desenvolvimento da integração, além de coordenação dos trabalhos de observação eleitoral e do plano de ação do Estatuto da Cidadania do Mercosul e representação do Mercosul em reuniões com países de fora dele e com outras organizações internacionais.

## História
O CMC criou o ARGM a partir da Decisão CMC n.° 63 de 2010.
Para 2017, teve um orçamento aproximado de 531 mil dólares estadunidenses. Contudo, em junho de 2017, o Ministro de Relações Exteriores do Paraguai Eladio Loizaga, anunciou que, no lugar de designar um novo Alto Representante por seu país, propôs eliminar o cargo por «sobreposição de funções». Assim, o Grupo Mercado Comum ordenou ao Grupo de Análise Institucional do Mercosul a elaboração de uma norma para a supressão do cargo. A medida foi criticada pelo último titular, Dr. Rosinha, e pelo uruguaio Daniel Caggiani, vice-presidente do Parlamento do Mercosul.
Em julho de 2017, mediante a Decisão n.º 6 de 2017 do CMC, foi extinto o cargo. A administração dos recursos materiais e financeiros e algumas funções foram transferidas à Secretaria do Mercosul. A resolução foi ratificada pelos presidentes do organismo numa reunião realizada na cidade de Mendoza, Argentina.

## Lista de incumbentes
Em sua história, o cargo foi exercido por três brasileiros. Titulares do cargo tinham um mandatos de três anos renovável por apenas mais uma vez. O cargo foi inaugurado pelo embaixador brasileiro e ex-secretário-geral do Ministério das Relações Exteriores, que exerceu-o de 2011 a 2012. O último incumbente foi o ex-presidente do Parlamento do Mercosul (2008-2009) Doutor Rosinha.
| Mandato | Incumbente  | Incumbente                | Estado-parte propositor | Início do mandato     | Fim do mandato          |
| ------- | ----------- | ------------------------- | ----------------------- | --------------------- | ----------------------- |
| 1       |             | Samuel Pinheiro Guimarães | Brasil                  | 19 de janeiro de 2011 | 28 de junho de 2012     |
| 1       |             | Ivan Ramalho              | Brasil                  | 30 de junho de 2012   | 24 de fevereiro de 2015 |
| 2       |             | Ivan Ramalho              | Brasil                  | 30 de junho de 2012   | 24 de fevereiro de 2015 |
|         | Dr. Rosinha | Brasil                    | 25 de fevereiro de 2015 | 31 de janeiro de 2017 |                         |